# 特爾峰
46°59′43″N 12°12′01″E / 46.995292°N 12.200363°E

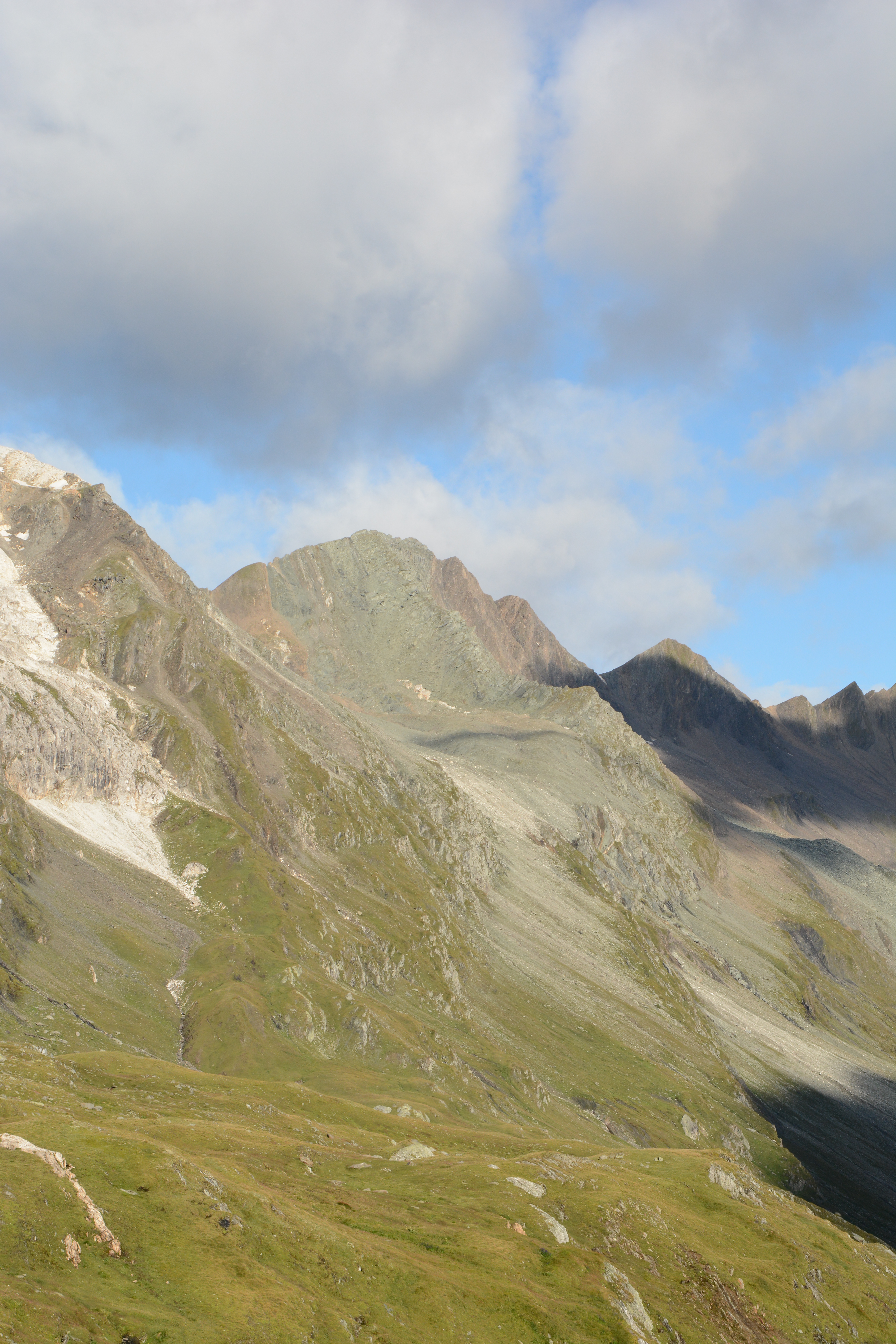

特爾峰（德語：Törlspitze），是奧地利的山峰，位於該國西部，由蒂羅爾州負責管轄，屬於維內迪傑山脈的一部分，海拔高度3,052米，每年平均降雨量1,874毫米。